# نويز عليا
نويز عليا هي قرية في مقاطعة ساوجبلاغ، إيران. عدد سكان هذه القرية هو 283 في سنة 2006.